# Electra repiachowi
Electra repiachowi is een mosdiertjessoort uit de familie van de Electridae. De wetenschappelijke naam van de soort is voor het eerst geldig gepubliceerd in 1886 door Ostroumoff.